# 國立臺灣海洋大學

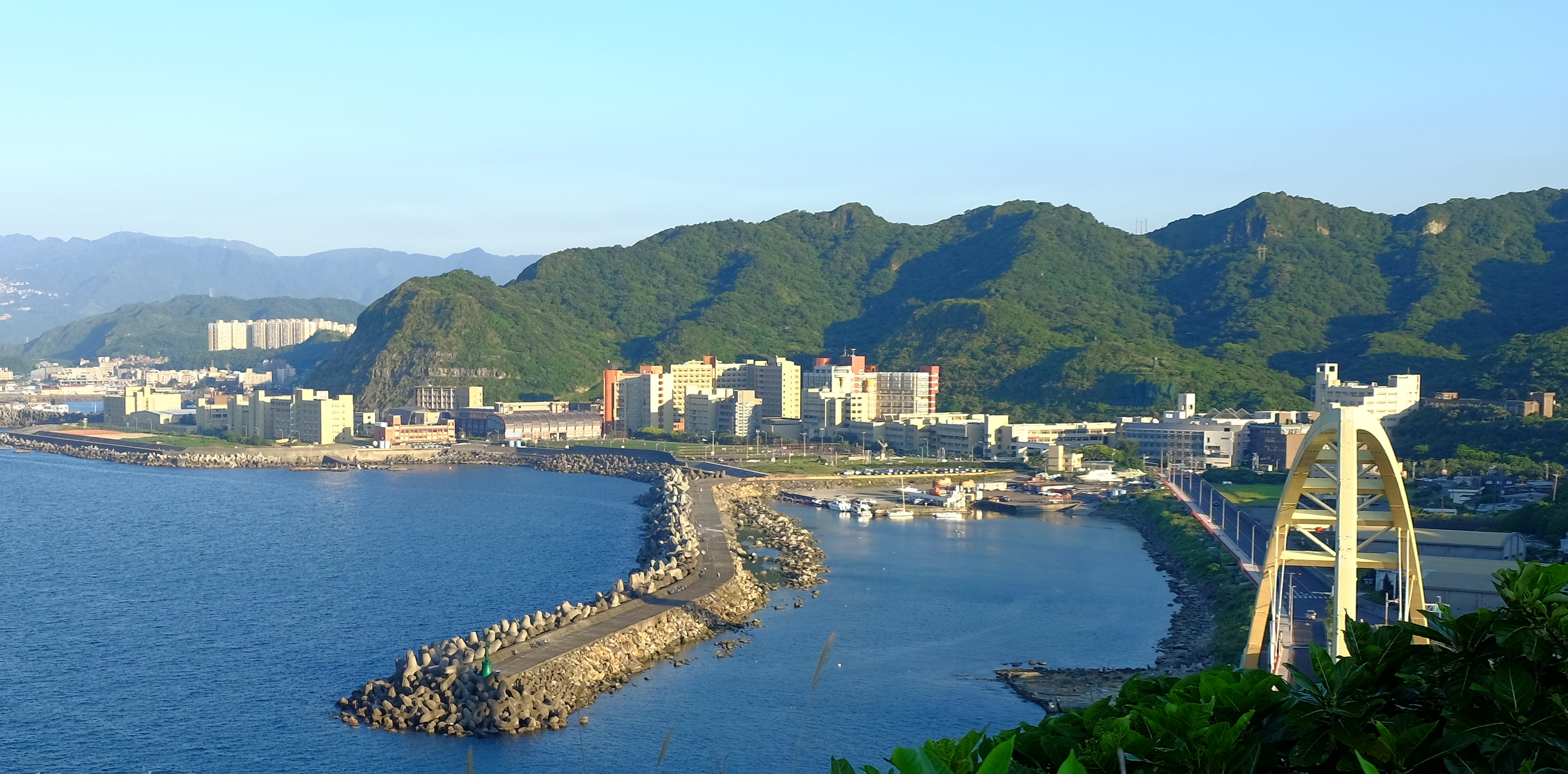
國立臺灣海洋大學基隆校本部

國立臺灣海洋大學（簡稱臺灣海大、臺海大、海洋大學或海大）是一所校本部位於臺灣基隆市中正區的國立大學，與和平島及碧砂漁港相臨，另於桃園市觀音區與連江縣北竿鄉設有分校區。該校前身為臺灣省立海事專科學校，以海洋學相關研究聞名，隸屬於泛太平洋大學聯盟和臺北聯合大學系統、海洋聯盟。

## 沿革

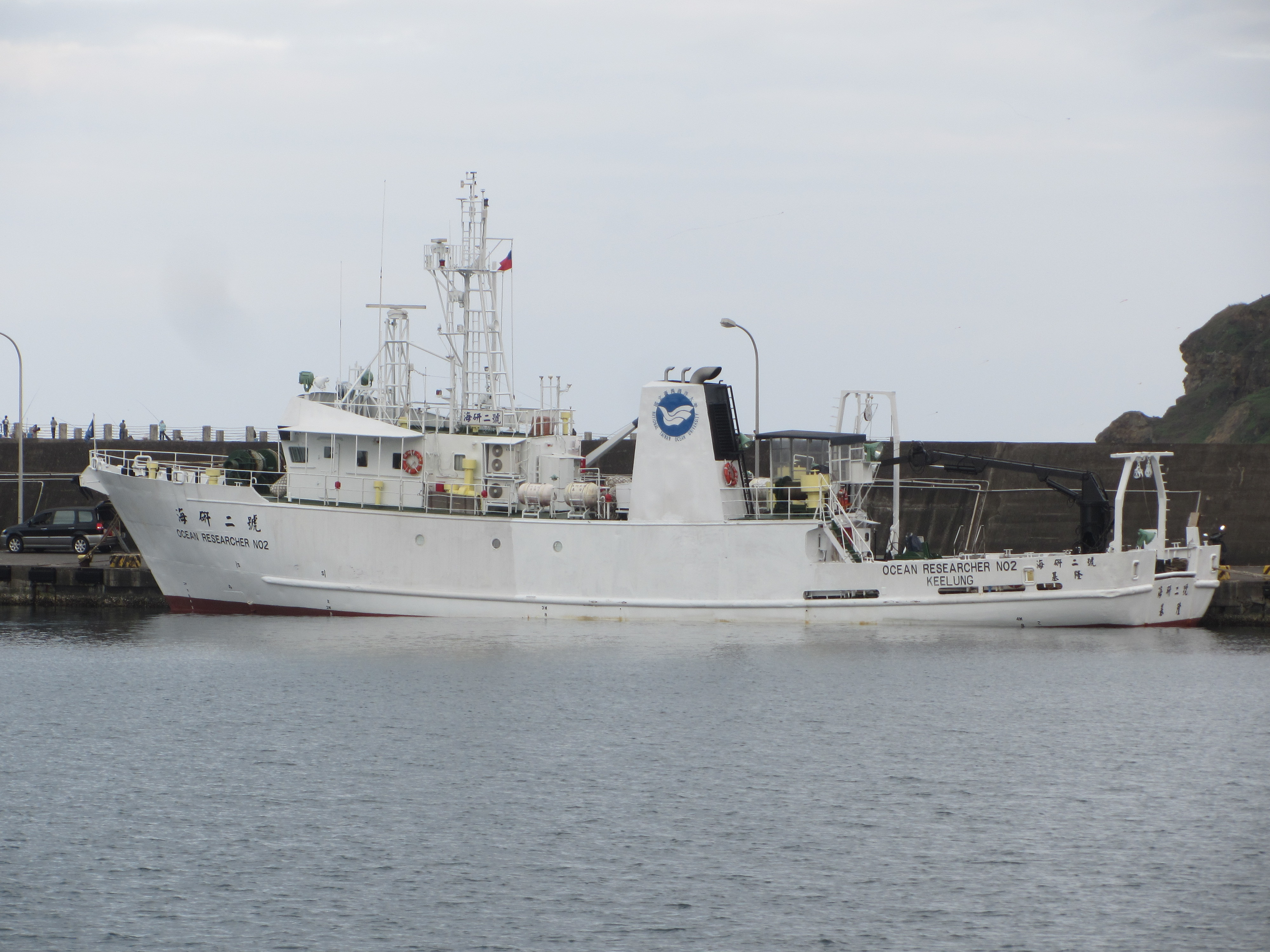
國立臺灣海洋大學海研二號研究船，1993年下水，2020年退役。

1953年，初創臺灣省立海事專科學校，首招駕駛科、輪機科及漁撈科專科學生。
1962年，基隆水產學校（今海大附中）的遷往新校舍完工，原水產學校校地則被併入海事專科學校。
1964年，改制為臺灣省立海洋學院。1973年設立該校第一個研究所，漁業研究所。1979年，改制為國立臺灣海洋學院，校園也擴大至北側的海埔新生地，並逐漸形成現在的規模。
1989年，升格為國立臺灣海洋大學。
2014年，增設海洋觀光管理學士學位學程、海洋法政學士學位學程、光電與材料科技學士學位學程。加入「臺北聯合大學系統」。
2015年2月，原人文社會科學院之海洋法律研究所、海洋法政學士學位學程及原海運暨管理學院之海洋觀光管理學士學位學程，新組海洋法律與政策學院。
2016年，增設海洋文創設計產業學士學位學程，隸屬人文社會科學院。
2018年2月，原海洋法律與政策學院之海洋觀光管理學士學位學程，改隸屬人文社會科學院。
2019年8月，連江縣北竿鄉坂里的馬祖校區正式掛牌啟用，為台海大位於台灣本島以外的第1個校區，也是馬祖的第一所大專院校。。
2020年8月，鄰近的國立基隆高級海事職業學校改制為海洋大學附屬學校，更名國立臺灣海洋大學附屬基隆海事高級中等學校（簡稱海大附中）。

## 分校區

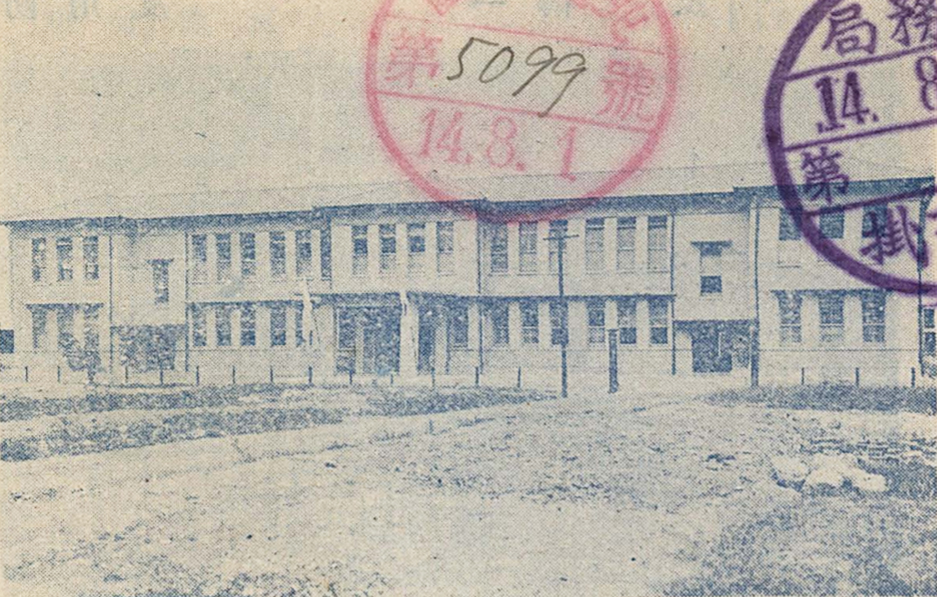
海洋系系館（紅樓）舊照片，原為總督府水產講習所

### 馬祖校區
馬祖校區在2019年9月正式設立，位在福建省連江縣北竿鄉板里村59號，面積為7,054平方公尺，而此處原本為坂里國小的校地。馬祖校區設有海洋生物科技系、海洋工程科技系、海洋經營管理系。

### 觀音校區
桃園市政府與海大在2017年6月簽署合作意向書，規劃在觀音區的桃園科技工業園區設立「觀音校區」，將設立育成中心、海洋環境暨藻礁中心、觀賞水族與經濟水產研發中心、創新智慧物流中心及戶外藻類培育區，目前正在興建中。

### 北港校區
海大曾在2016年與雲林縣政府討論利用北港糖廠舊址設立海大北港校區，但後續無相關進展。

## 歷任校長
| 姓名   | 任期                 | 備註                                |
| ------ | -------------------- | ----------------------------------- |
| 戴行悌 | 1953年6月－1956年8月 | 臺灣省立海事專科學校前期            |
| 李昌來 | 1956年9月－1964年6月 | 臺灣省立海事專科學校後期            |
| 李昌來 | 1964年7月－1975年1月 | 臺灣省立海洋學院時期                |
| 謝君韜 | 1975年2月－1981年7月 | 臺灣省立海洋學院 → 國立臺灣海洋學院 |
| 鄭森雄 | 1981年8月－1990年7月 | 國立臺灣海洋學院 → 國立臺灣海洋大學 |
| 汪群從 | 1990年8月－1992年7月 |                                     |
| 石延平 | 1992年8月－1996年4月 | 任內卒，由吳建國代理校長            |
| 吳建國 | 1997年2月－2003年3月 |                                     |
| 黃榮鑑 | 2003年3月－2006年3月 |                                     |
| 李國添 | 2006年3月－2012年7月 |                                     |
| 張清風 | 2012年8月－2020年7月 | 海大馬祖校區正式掛牌啟用            |
| 許泰文 | 2020年8月            |                                     |

## 系所及研究單位
| 海運暨管理學院 | 商船學系所               | 航運管理學系所   |
| 海運暨管理學院 | 運輸科學系所             | 輪機工程學系所   |
| 海運暨管理學院 | 製造暨材料量測研究中心   | 航行資訊研究中心 |
| 海運暨管理學院 | 海事安全研究中心         | 操船模擬中心     |
| 海運暨管理學院 | 海洋經營管理學士學位學程 |                  |

| 生命科學院 | 食品科學系所                 | 水產養殖學系所           |
| 生命科學院 | 生命科學暨生物科技學系所     | 海洋生物研究所           |
| 生命科學院 | 海洋中心                     | 生物技術教學與研究中心   |
| 生命科學院 | 漁業推廣委員會               | 陸生動物試驗中心         |
| 生命科學院 | 水生動物試驗中心             | 食品工業研究與服務中心   |
| 生命科學院 | 水產品產銷履歷及驗證檢驗中心 | 電子顯微鏡中心           |
| 生命科學院 | 海洋生物科技學士學位學程     | 海洋生物科技博士學位學程 |
| 生命科學院 | 食品安全與風險管理研究所     |                          |

| 人文社會科學院 | 海洋文創設計產業學士學位學程 | 海洋觀光管理學士學位學程 |
| 人文社會科學院 | 教育研究所                   | 海洋文化研究所           |
| 人文社會科學院 | 應用英語研究所               | 應用經濟研究所           |
| 人文社會科學院 | 通識教育中心                 | 外語教學研究中心         |
| 人文社會科學院 | 海洋文化研究中心             | 師資培育中心             |

| 工學院                     | 機械與機電工程學系所       | 系統工程暨造船學系 |
| 河海工程學系所             | 材料工程研究所             |                    |
| 水下噪音暨流體動力研究中心 | 近海防災科技研究中心       |                    |
| 振動噪音工程研究中心       | 船舶產業暨資訊管理研究中心 |                    |
| 材料研究暨檢測中心         | 海洋工程科技博士學位學程   |                    |
| 海洋工程科技學士學位學程   | 應用聲學研究所             |                    |

| 電機資訊學院 | 電機工程學系所           | 資訊工程學系所     |
| 電機資訊學院 | 通訊與導航工程學系所     | 光電與材料科技學系 |
| 電機資訊學院 | 光電科學研究所           | 太陽光電研究中心   |
| 電機資訊學院 | 海洋監測系統科技研究中心 | 電資醫學研究中心   |

| 海洋科學與資源學院 | 環境生物與漁業科學系所 | 海洋環境資訊學系所             |
| 海洋科學與資源學院 | 地球科學研究所         | 海洋事務與資源管理研究所       |
| 海洋科學與資源學院 | 海洋環境與生態研究所   | 海洋資源與環境變遷博士學位學程 |

| 海洋法律與政策學院 | 海洋法律研究所         | 海洋法政學士學位學程 |
| 海洋法律與政策學院 | 海洋政策學碩士學位學程 |                      |

| 進修推廣部 | 航運管理學系                   | 食品科學學系                   |
| 進修推廣部 | 學士後第二專長商船學士學位學程 | 學士後第二專長輪機學士學位學程 |

| 校級中心 | 海洋中心               | 水產養殖產業教學資源中心 |
| 校級中心 | 海研二號研究船船務中心 | 產學技轉中心             |
| 校級中心 | 航海人員訓練中心       | 教學中心                 |
| 校級中心 | 漁業推廣委員會         | 地理資訊系統研究中心     |
| 校級中心 | 貴重儀器中心           |                          |

| 院級中心 | 生物技術教學與研究中心 | 實驗動物中心           |
| 院級中心 | 海運研究中心           | 通識教育中心           |
| 院級中心 | 外語教學研究中心       | 師資培育中心           |
| 院級中心 | 海洋文化研究中心       | 海洋政策與法制研究中心 |
| 院級中心 | 計算與模擬中心         |                        |

## 附屬學校

### 海大附中
國立臺灣海洋大學附屬基隆海事高級中等學校，簡稱海大附中。自109學年度起，教育部將國立基隆高級海事職業學校改隸為國立台灣海洋大學附屬基隆海事高級中等學校，並整合七年一貫的海洋教育課程。新設的「海洋科技人才培育實驗班」提供普通高中課程並強化海洋相關知識，設有生物科技及工程科學等特色課程。兩校緊密合作，共享資源，促進師生交流，海大也於2023年開設「海洋科技人才培育專案」學士班，培養更多海洋領域的高階人才。

## 學術排名及成就

### 學術排名
| 年份 | 國家           | 名稱                             | 排行榜  | 排行榜  | 排行榜 | 排行榜 | 備註               |
| 年份 | 國家           | 名稱                             | 世界    | 亞洲    | 臺灣   | 兩岸   | 備註               |
| ---- | -------------- | -------------------------------- | ------- | ------- | ------ | ------ | ------------------ |
| 2012 | 英国           | 泰晤士世界大學排名               | 351+    | -       | 7      | -      | 國立大學中排名第7  |
| 2013 | 英国           | QS亞洲大學排名                   | -       | 191+    | 19     | -      | 國立大學中排名第14 |
| 2013 | 英国           | 泰晤士亞洲大學排名               | -       | 76      | 12     | -      | 國立大學中排名第9  |
| 2014 | 土耳其         | 世界大學學術成就排名(URAP)       | 887     | -       | 16     | -      | 國立大學中排名第11 |
| 2014 | 中华人民共和国 | 上海交通大學兩岸四地大學排名     | -       | -       | 21     | 76     | 國立大學中排名第16 |
| 2014 | 英国           | QS亞洲大學排名                   | -       | 191+    | 17     | -      | 國立大學中排名第14 |
| 2015 | 英国           | QS亞洲大學排名                   | -       | 201+    | 21     | -      | 國立大學中排名第14 |
| 2015 | 英国           | BRICS暨新興經濟體大學排名        | 84      | -       | 14     | -      | 國立大學中排名第11 |
| 2016 | 英国           | QS亞洲大學排名                   | -       | 179     | 17     | -      | 國立大學中排名第14 |
| 2016 | 英国           | 泰晤士亞洲大學排名               | -       | 131+    | 18     | -      | 國立大學中排名第11 |
| 2016 | 英国           | 泰晤士世界大學排名               | 686     | -       | 18     | -      | 國立大學中排名第14 |
| 2016 | 西班牙         | 世界大學網路排名                 | 649     | -       | 16     | -      | 國立大學中排名第13 |
| 2016 | 英国           | BRICS暨新興經濟體大學排名        | 125     | -       | 14     | -      | 國立大學中排名第11 |
| 2016 | 中華民國       | 《Cheers雜誌》企業最愛大學生排名 | -       | -       | 26     | -      | 國立大學中排名第17 |
| 2016 | 沙烏地阿拉伯   | 世界大學排名中心(CWUR)           | 949     | -       | 17     | -      | 國立大學中排名第12 |
| 2017 | 英国           | 泰晤士世界大學排名               | 601+    | -       | 18     | -      | 國立大學中排名第12 |
| 2017 | 英国           | 泰晤士亞洲大學排名               | -       | 161+    | 14     | -      | 國立大學中排名第10 |
| 2017 | 英国           | BRICS暨新興經濟體大學排名        | 160     | -       | 15     | -      | 國立大學中排名第10 |
| 2017 | 西班牙         | 世界大學網路排名                 | 701     | -       | 16     | -      | 國立大學中排名第14 |
| 2017 | 英国           | 泰晤士亞太大學排名               | -       | 151+    | 15     | -      | 國立大學中排名第10 |
| 2018 | 英国           | 泰晤士世界大學排名               | 801+    | -       | 15     | -      | 國立大學中排名第11 |
| 2018 | 美国           | 全球最佳大學排名                 | 1014    | -       | 15     | -      | 國立大學中排名第11 |
| 2018 | 英国           | 世界大學生命科學專業領域排名     | 401+    | -       | 8      | -      | 國立大學中排名第5  |
| 2018 | 英国           | 泰晤士亞洲大學排名               | -       | 181     | 15     | -      | 國立大學中排名第11 |
| 2018 | 英国           | BRICS暨新興經濟體大學排名        | 173     | -       | 16     | -      | 國立大學中排名第12 |
| 2018 | 英国           | 泰晤士亞太大學排名               | -       | 171+    | 16     | -      | 國立大學中排名第12 |
| 2018 | 中華民國       | 《遠見雜誌》臺灣最佳大學排名     | -       | -       | 13     | -      | 國立大學中排名第10 |
| 2019 | 英国           | 泰晤士世界大學排名               | 801+    | -       | 22     | -      | 國立大學中排名第15 |
| 2019 | 英国           | 泰晤士亞洲大學排名               | -       | 201–250 | 19     | -      | 國立大學中排名第14 |
| 2019 | 英国           | BRICS暨新興經濟體大學排名        | 201-250 | -       | 18     | -      | 國立大學中排名第14 |
| 2019 | 美国           | 全球最佳大學排名                 | 1097    | -       | 16     | -      | 國立大學中排名第12 |
| 2020 | 英国           | 泰晤士世界大學排名               | 1001+   | -       | 31     | -      | 國立大學中排名第20 |
| 2020 | 英国           | 泰晤士亞洲大學排名               | -       | 301–350 | 24     | -      | 國立大學中排名第16 |
| 2020 | 英国           | BRICS暨新興經濟體大學排名        | 251-300 | -       | 21     | -      | 國立大學中排名第14 |
| 2020 | 美国           | 全球最佳大學排名                 | 1259    | -       | 17     | -      | 國立大學中排名第13 |

### 排名
- 2005到2008年學術論文篇數

歷年SCI總篇數在臺灣所有大學中排8名－10名；教授人均篇數在前10名內。SCI/EI/SSCI發表篇數，2005年為419篇，2006年為462篇，2007年為528篇，2008年為575篇，皆在全國前10名。

- 2010年進入全球前1%之研究領域

高等教育評鑑中心公佈國內大學ESI學門排名（2010）海大之論文總數在全球第641名，亞洲第311名，全國第7名。全臺灣38校進入ESI學門排名，多數學校則僅進入1個學門，進入ESI排名即表示進入世界前1%。海洋大學進入ESI全球排名之學門有以下四門。

| 學門                   | 論文數全球排名 | 引用數全球排名 | 論文數全國排名 | 引用數全國排名 |
| ---------------------- | -------------- | -------------- | -------------- | -------------- |
| 農學（生技，食科）     | 277            | 344            | 2              | 3              |
| 植物及動物科學（生科） | 333            | 441            | 3              | 2              |
| 材料科學               | 378            | 598            | 10             | 10             |
| 工程                   | 460            | 612            | 16             | 15             |

- 國際學術期刊發行

出版發行之「海洋學刊」（Journal of Marine Science and Technology）自1999年起已列入EI（Engineering Index）；自2008年起列入SCI（Science Citation Index），為全臺灣之所有大學學術期刊之首例。
- 國際排名
  - 英國泰晤士高等教育專刊（Times Higher Education）2011-2012年世界大學排行榜調查報告，台海大排名在351到400名之間。2016年全球排名在601到800名之間。2018年全球排名在801到1000名之間。2022年海大全球排名在1200名外。[50]
  - 英國泰晤士高等教育專刊（Times Higher Education）2013年4月11日公布亞洲大學排行榜調查報告，臺灣海洋大學排名亞洲第76名。2019年海大亞洲排名201到250名之間。2021年海大亞洲排名301到350名之間。[51]
  - 武漢大學中國科學評價研究中心世界大學科研競爭力排行:於2007年3月5日公佈「世界大學科研競爭力排行榜」、「世界科研機構學科競爭力排行榜」。「世界大學科研競爭力排行榜」評價結果顯示，海大科研競爭力於世界排名為第423名；兩岸四地排名為第23名；「世界科研機構學科競爭力排行榜」，評價結果顯示海大在農業科學（食科／生技）全球排名228名，兩岸四地排名第7名；動物學與植物學（生科）全球排名第311名，兩岸四地排名第9名；工程學全球排名第625名，兩岸四地排名第31名。[52]

## 外部連結
- 國立臺灣海洋大學(基隆校區)總校區（页面存档备份，存于）
- 國立臺灣海洋大學馬祖校區 （页面存档备份，存于）